# パクロブトラゾール
パクロブトラゾール（paclobutrazol, PBZ, IUPAC名: (2RS, 3RS)-1-(4-chlorophenyl)-4,4-dimethyl-2-(1H-1,2,4-triazol-1-yl)pentan-3-ol）は植物成長調整剤、トリアゾール系殺菌剤の一種。植物ホルモンジベレリンの生合成を阻害することで、節間伸長の抑制による茎を太くする、根の生長、早期着果および結実などを、トマトやコショウにおいて引き起こす。PBZは、植物の寒冷に対する感受性を低下させる。PBZは、茎葉部の生長阻害を目的として樹木医に用いられるが、その他の有用な効果を樹木に与える。例えば、乾燥ストレスへの耐性の改善、深緑色の葉、カビやバクテリアへの抵抗性、根の成長の促進などである。いくつかの木の種では、形成組織および茎葉部の成長の抑制が見られる。
PBZは、ジベレリンの生合成経路において、ent-kaureneからent-kaurenoic acidへの反応を触媒するシトクロムP450を阻害する。

## 散布方法
PBZは通常土壌に散布され、根によって吸収された後、木部を経由して植物の上部に輸送される。葉面への塗布はほとんど効果がない。種をPBZに浸漬すると、苗木の成長が抑制される。
PBZは植物成長調製剤Bonziの活性成分である (4 g/L)。